# Preferensaktie
Preferensaktie är en aktie som vid utdelning och likvidation har företrädesrätt framför andra aktier, exempelvis stamaktier.
Preferensaktier ger företrädesrätt till bolagets tillgångar eller vinst före stamaktier vid konkurs eller likvidation. Aktier utgivna med utdelningspreferens ger aktieägaren särskild rätt till utdelning före innehavare av stamaktier, ibland med ett bestämt belopp baserat på teckningskursen uppräknad med viss kalkylränta. Aktier utgivna med likvidationspreferens ger vid likvidation särskild rätt till bolagets tillgångar. Det finns relativt långtgående möjligheter att utforma villkoren för preferensaktiers bättre rätt. Regleringen sker i bolagsordningen. En annan möjlighet att reglera aktieägares olika rättigheter är att avtala om dem genom ett aktieägaravtal.
Preferensaktiens mer gynnade ställning avspeglas vanligen i ett högre marknadspris än för stamaktien, allt annat lika. Preferensaktier med hög garanterad utdelning får delvis karaktären av en företagsobligation. En fundamental skillnad är dock att företagets kreditgivare går före alla aktieägare inklusive innehavare av preferensaktier i händelse av att företaget utvecklar betalningssvårigheter. Samtidigt som preferensaktien ger förtur till utdelning ger de i regel betydligt mindre rösträtt än stamaktien.

## Exempel
I Sverige emitterade Swedbank en preferensaktie 2009. För ägarna hade den två fördelar: (1) bättre rätt till utdelning än stamaktierna, samt (2) bättre rätt än stamaktierna vid en likvidation. Skälet till att Swedbank emitterade preferensaktier var för att möjliggöra emission i ett känsligt läge och ge de nya investerarna ett, åtminstone tillfälligt, bättre läge än stamaktieinnehavarna. Swedbanks preferensaktier omvandlades till stamaktier 2013.
Ett annat tydligt exempel på användandet av preferensaktier var i leksaksföretaget Brio. Där fanns det både preferensaktier "C" samt limiterade preferensaktier "D". Preferensaktien "C" gav en årlig utdelning (om det finns utdelningsbara medel och stämman så beslutar) om 25 % av aktiens nominella värde på 2,20 kr, dvs 0,55 kr per C-aktie. Dessutom hade C-aktien rätt till ytterligare lika mycket utdelning som varje stamaktie (A och B) erhåller. Preferensaktien "D" fungerar där som en obligationsliknande aktie, dvs den delar alltid (om stämman så beslutar och det finns utdelningsbara medel så det räcker till "D") ut 7 % av aktiens nominella värde på 2,20 kr, dvs 0,154 kr. D-aktien erhåller dock inget ytterligare, till skillnad från C-aktien. I den bemärkelsen är värdet på preferensaktie D limiterad.